# Thomas G. Davidson
Thomas Green Davidson, född 3 augusti 1805 i Jefferson County i Mississippiterritoriet, död 11 september 1883 i Springfield i Louisiana, var en amerikansk politiker (demokrat). Han var ledamot av USA:s representanthus 1855–1861.
På grund av Louisianas utträde ur USA, amerikanska inbördeskriget och nordstaternas ockupation efter inbördeskriget efterträddes Davidson först år 1868 som kongressledamot av Joseph P. Newsham.
Davidson är begravd på Springfield Cemetery i Springfield i Louisiana.